# Клад
Клад — зарытые в земле или спрятанные иным способом деньги или ценные предметы, владелец которых неизвестен и не может быть найден, или же потерял на них право.

## Виды кладов
В понимании археологов кладами являются не только спрятанные монеты или драгоценности, но и любые вещи (артефакты), которые единым комплексом попали в землю. Например, в каменном веке люди прятали заготовки для орудий труда, кремневые стрелы, костяные фигурки зверей, имеющие сакральное значение. Кладами бронзового века являются наборы бронзовых топоров, серпов, слитков, каменных литейных форм — предметы торгового обмена и производственные комплексы литейщиков. Тогда же появились такие статусные клады, как, например, знаменитый Бородинский клад, содержавшие символы власти и предметы вооружения. С появлением денег в качестве кладов стали прятать монеты, но также прятали и украшения, оружие, дорогую посуду.
Клады делят на утраченные (оказавшиеся в тайнике вопреки воле владельца), возвратные (спрятанные с намерением их изъятия в будущем), безвозвратные (сокрытые «навечно» культовые жертвоприношения). Общее количество кладов, относящихся к определенному периоду, характеризует уровень экономического развития соответствующей территории.

## Правовое регулирование
Во времена античности человек, нашедший зарытый в земле клад, становился его собственником в том случае, если клад не находился на чужой земле. Некоторые римские императоры требовали передачи найденного клада в казну целиком или частично. После экспедиций Нерона за кладами Адриан восстановил древний обычай, по которому найденный в собственной земле клад никем не может быть отнят, найденный же на чужой земле следует делить между её собственником и нашедшим клад.
По британским законам обнаруженный клад принадлежит государству; нашедший обязан сообщить о кладе в государственные органы в течение 14 дней, а несообщение влечёт уголовную ответственность. Государство может выплатить денежную компенсацию, установленную независимыми экспертами (обычно поровну кладоискателю и владельцу земли), или вернуть клад кладоискателю.
В России согласно статье 233 Гражданского кодекса РФ, обнаруженный клад делится поровну между нашедшим его и владельцем земли (здания, постройки), где он был найден. Однако кладоискатель и владелец земли могут заранее договориться о других пропорциях раздела клада. Если кладоискатель не получил согласия владельца земли (здания), где впоследствии был обнаружен клад, то клад полностью передаётся владельцу земли (здания). В случае, когда предметы, содержащиеся в кладе, представляют культурную ценность, они передаются государству. Государство выплачивает за них вознаграждение в размере половины стоимости найденного клада. Эта сумма делится между кладоискателем и владельцем земли (здания) так, как было описано выше.
В США законодательство о кладах сильно различается между штатами. В большинстве штатов клад, найденный на частной земле, обычно принадлежит нашедшему; в других штатах (например, в Айдахо и Теннесси) клад всегда принадлежит владельцу земли; а в Луизиане клад делится поровну между кладоискателем и землевладельцем. Клад более чем столетнего возраста, найденный на федеральной земле, считается археологической ценностью и принадлежит федеральным властям.

## Кладоискательство
Кладоискательство — это целенаправленные действия человека, в результате которых он находит клад (в случае достижения этой цели). При этом человек должен заранее ставить своей непосредственной целью нахождение клада. По этой причине археологи не являются кладоискателями.

### Кладоискатель
Кладоискатель — это человек, который ищет клады (не только зарытые, но и просто каким-либо способом спрятанные, а точнее сокрытые).
Кладоискателями называют людей, которые занимаются этим ремеслом, как профессионально, так и в виде хобби. Археологи не являются кладоискателями, т. к. поиск сокровищ и кладов не являются их прямой обязанностью, а скорее это побочный продукт их деятельности.